# Motta Santa Lucia
Motta Santa Lucia är en ort och kommun i provinsen Catanzaro i regionen Kalabrien i Italien. Kommunen hade 810 invånare (2018).